# Mount Vernon (Wirginia)
Mount Vernon – jednostka osadnicza (ang.: census-designated place) w hrabstwie Fairfax w stanie Wirginia w USA. Położenie geograficzne - 38°43'31"N, 77°6'26"W, powierzchnia 21,8km², z których 19,7km² przypada na grunty, a 2,1km² (9.51%) na wody śródlądowe. Według amerykańskich statystyk z roku 2000 zamieszkana była przez 28.582 osób: znajdowało się tam wówczas 10.575 gospodarstw domowych (households) i 7.487 rodzin (families).
W pobliżu Mount Vernon znajduje się rodzinny dom George'a Washingtona, zachowany do dziś w formie muzeum.